# Мискал Омурканова
Мискал Омурканова (кирг. Мыскал Өмүрканова; 1915, киштак Баш-Кууганди (нині Жумгальського району Наринської області Киргизстану) — 25 грудня 1976, Бішкек) — киргизька радянська народна співачка, виконавиця фольклорних і авторських пісень, Народна артистка Киргизької ССР.

## Життєпис
З молодості Мискал Омурканова виступала у колгоспно-радгоспному театрі рідного села Чаєк, акомпануючи собі на комузі. У 1936 році здобула першу премію на Всекиргизькій олімпіаді народної творчості. З 1940 році — артистка Наринського обласного музично-драматичного театру.
У роки німецько-радянської війни Мискал Омурканова виступала у тилу і фронті у складі концертної бригади під керівництвом акина Осмонкула Болебалаєва.
У 1941 році була запрошена солісткою до Киргизької державної філармонії, де працювала два десятиліття до 1961 року.
З великим успіхом співачка виступила на другій Декаді киргизького мистецтва у Москві (1958), її виконання пісні Б. Егінчієва «Алимкан» на вірші Токтогула одержало захоплені оцінки у всесоюзній пресі.
Авторка кількох власних пісень — «Акбермет» (жіноче ім'я), «Від щирого серця» («Журегумден»), «Колгоспниця» («Колгоспдогу курбума»), «Куйген колгоспника» («Колгоспчунун куйгену») тощо.
Мала густий, оксамитовий, унікальний по тембру, діапазону і силі голос. Комузом володіла настільки, що вільно та виразно собі акомпанувала.
У 1955—1959 роки обиралася депутатом Верховної Ради Киргизької РСР.

## Нагороди
- орден Леніна (01.11.1958)
- орден Трудового Червоного Прапора (двічі)
- медалі СРСР.
- Народна артистка Киргизької РСР (1954)